# Darijo Srna
Darijo Srna [ˈdaːriɔ ˈsrna] (* 1. Mai 1982 in Metković, SFR Jugoslawien) ist ein ehemaliger kroatischer Fußballspieler. Der aus dem dalmatischen Hinterland stammende Rechtsverteidiger kam bei Hajduk Split in den Profifußball und spielte anschließend 15 Jahre lang in der Ukraine bei Schachtar Donezk, bevor er seine Laufbahn auf Sardinien bei Cagliari Calcio ausklingen ließ. Er ist mit 134 Einsätzen der Spieler mit den zweitmeisten Einsätzen der kroatischen Nationalmannschaft, deren Mannschaftskapitän er lange Zeit war. Er spielte bei zwei Weltmeisterschaften und vier Europameisterschaften.

## Karriere

### Verein
Srna wurde als Jugendlicher von Scouts von Hajduk Split entdeckt und unter Vertrag genommen. Mit Hajduk Split gewann er 2001 die kroatische Meisterschaft sowie 2000 und 2003 den Pokal. Seit seinem Aufstieg in den Profikader absolvierte Srna 69 Partien, in denen er 7 Tore schoss.
2003 wechselte er mit seinem Teamkollegen Stipe Pletikosa zu Schachtar Donezk in die Ukraine. Auch dort wurde er schnell zum Stammspieler, später auch Kapitän des Teams. Mit Schachtar gewann er zehnmal die ukrainische Meisterschaft und 2009 den UEFA-Pokal, wobei er beim 2:1-Finalsieg nach Verlängerung gegen Werder Bremen das entscheidende Tor zum 2:1 vorbereitete und mit 147 Ballkontakten zum „Mann des Spiels“ gekürt wurde. Nach 15 Jahren und über 500 Pflichtspielen für Schachtar Donezk lief sein Vertrag 2018 aus. Während seiner 15 Jahre in Donezk bestritt Srna 342 Punktspiele und markierte dabei 33 Treffer. Das Trikot mit der Nummer 33 wird seit seinem Abgang nicht mehr vergeben.
Im Juli 2018 schloss er sich für ein Jahr Cagliari Calcio an. Für die Sarden kam Srna zu 26 Spielen in der Serie A, wobei ihm kein Torerfolg gelang. Nach einem Jahr in Cagliari beendete er seine Karriere.

### Nationalmannschaft
Srna spielte 134-mal für das kroatische Nationalteam und erzielte dabei 22 Tore. Sein Debüt gab er am 20. November 2002 gegen Rumänien. Er spielte im Qualifikationsturnier für die WM 2006 in Deutschland, in dem er im vorletzten und entscheidenden Spiel gegen Schweden mit einem Elfmetertor die Teilnahme der Kroaten sicherte. Bei der WM 2006 kam er in allen drei Vorrundenspielen zum Einsatz und erzielte beim letzten Vorrundenspiel gegen Australien einen Treffer, der jedoch nicht für den Einzug in das Achtelfinale reichte. Bei der EM 2008 traf Srna im zweiten Gruppenspiel gegen Deutschland zum 1:0 für die Kroaten und trug somit zum 2:1-Sieg seiner Mannschaft bei. Am Ende wurde Kroatien Gruppensieger und zog in das Viertelfinale ein. Dort schieden Srna und die Kroaten gegen die Türkei im Elfmeterschießen aus. Nach der EM trat Niko Kovač aus der Nationalmannschaft zurück; Srna wurde sein Nachfolger als Kapitän des Nationalteams.
Am 6. Februar 2013 machten er, Stipe Pletikosa und Josip Šimunić beim 4:0 gegen Südkorea ihr 100. Länderspiel. Srna erzielte dabei mit dem 2:0 sein 20. Länderspieltor.
In der Fußball-Europameisterschaft 2016 siegte Srna mit Kroatien in der Vorrunde gegen die Türkei mit 1:0. Doch der Erfolg wurde vom Tod seines Vaters Uzeir Srna überschattet, der während der Partie nach langer Krebskrankheit starb. Srna wurde von dessen Tod nach der Partie unterrichtet und reiste daraufhin zurück in seine Heimatstadt Metković, wo er an der Beerdigung seines Vaters teilnahm. Als zunächst an Srnas Teilnahme beim zweiten Vorrundenspiel gegen die Tschechische Republik angezweifelt wurde, bestätigte der kroatische Fußballverband noch am Tag der Beerdigung seine Teilnahme. Srna gehörte zu den Spielern, die alle vier Partien der Kroaten bis zum Ausscheiden im Achtelfinale über die volle Spielzeit bestritten.

## Erfolge
- UEFA-Pokal: 2009
- Ukrainische Meisterschaft: 2005, 2006, 2008, 2010, 2011, 2012, 2013, 2014, 2017, 2018
- Ukrainischer Pokal: 2004, 2008, 2011, 2012, 2013, 2016, 2017, 2018
- Ukrainischer Supercup: 2005, 2008, 2010, 2012, 2013, 2014, 2015, 2017
- Kroatische Meisterschaft: 2001
- Kroatischer Pokal: 2000, 2003